# 6753 Фурсенко
6753 Фурсенко (6753 Fursenko) — астероїд головного поясу, відкритий 14 вересня 1974 року.
Тіссеранів параметр щодо Юпітера — 3,615.